# Making Friends
Making Friends è il quarto album studio della band skate punk No Use for a Name, il primo con la nuova formazione con Chris Shiflett e Matt Riddle.

## Tracce
1. The Answer Is Still No
2. Invincible
3. Growing Down
4. On the Outside
5. A Postcard Would Be Nice
6. Secret
7. Best Regards
8. Revenge
9. Sidewalk
10. 3 Month Weekend
11. Sitting Duck
12. Fields of Athenry

## Formazione
- Tony Sly - voce, chitarra
- Chris Shiflett - chitarra
- Matt Riddle - basso
- Rory Koff - batteria